# 根西足球總會
根西足球總會(Guernsey Football Association)，是根西島的足球共同組織者，雖然作為王冠屬地，根西島並非英國一部份，但他們的足總仍與英格蘭足總有聯繫，作為一種郡式足總。

## 連結
- Guernsey FA official website （页面存档备份，存于）